# Enrique Deformes
Enrique Deformes Villegas (Valdivia, 20 de abril de 1866-París, 20 de mayo de 1920) fue un médico y benefactor chileno. Fundó la Revista de medicina e higiene práctica, creó el primer Curso para la Formación de Enfermeras, fundó la Liga contra la Tuberculosis y el Sanatorio para Tuberculosos de Peñablanca. Como regidor de Valparaíso creó la Sociedad de Colonias Escolares para colaborar en la entretencion y disfrute de los niños en vacaciones (institución que aun existe).

## Biografía
Nació en Valdivia en el sur de Chile, pero estudió en el Liceo de Valparaíso y luego en la Facultad de Medicina de la Universidad de Chile. Un año antes de graduarse se declaró una epidemia de cólera en San Felipe y Valparaíso, siendo parte del equipo médico que integró a estudiantes de medicina de cursos superiores para enfrentar dicho flagelo. 
Se tituló de Médico Cirujano el 23 de abril de 1888 y se radicó en Valparaíso en 1890, como médico interno del Hospital San Juan de Dios y como docente de la Escuela Naval.
Cuando la Revolución de 1891 llega a Valparaíso participó como cirujano en las cercanas batallas de Concón y Placilla.
En 1899  fundó la Revista de medicina e Higiene Práctica, la que dirigirá por años personalmente.
En 1901, logró que la Junta de Beneficencia de Valparaíso le aprobara la formación de un necesario Curso de enfermería, el cual dirigió.
Ese mismo año se le comisiona para estudiar en Europa las organizaciones de Asistencia pública y las políticas antialcoholismo.
En 1903 funda la «Liga contra la Tuberculosis», enfermedad que era la que más muertos causaba en esa época. En 1911 la filántropa Juana Ross  de Edwards le financiará el Sanatorio para tuberculosos que creará en Peñablanca.
En 1913 será nombrado administrador del Hospital San Juan de Dios. 
Entre 1915 y 1918 será electo regidor del municipio de Valparaíso aprovechando su cargo para crear la «Sociedad de Colonias Escolares» para colaborar en las vacaciones de niños de escasos recursos.
Falleció en 1920. Sus restos reposan en el Cementerio N° 2 de Valparaíso.

## Homenajes
Un hospital de Valparaíso llevó su nombre hasta su demolición, tras los severos daños producidos por el terremoto de 1985, y en dicho sitio se construyó la nueva sede del Congreso Nacional.
Actualmente una calle lleva su nombre.